# 勒茨 (梅克伦堡-前波美拉尼亚州)
勒茨（德語：Loitz，發音：[ˈløːts]）是德国梅克伦堡-前波美拉尼亚州前波美拉尼亚-格赖夫斯瓦尔德县的城市，面积89.91平方千米，2023年12月31日人口为4,254人。